# بيل لورانس
بيل لورانس (بالإنجليزية: Bill Lawrence) (و. 1968  م) هو كاتب سيناريو، ومنتج تلفزيوني، ومخرج تلفزيوني، ومخرج أفلام، ومنتج أفلام أمريكي.

## التعليم
تعلم في كلية وليام وماري.

## وصلات خارجية
- بيل لورانس على موقع IMDb (الإنجليزية)
- بيل لورانس على موقع روتن توميتوز (الإنجليزية)
- بيل لورانس على موقع ألو سيني (الفرنسية)
- بيل لورانس على موقع قاعدة بيانات الفيلم (الإنجليزية)
- بيل لورانس على موقع كينوبويسك (الروسية)

- بيل لورانس في قاعدة بيانات الأفلام على الإنترنت